# Batalla del Muro Angrivario
La batalla de la Muralla Angrivariana se libró cerca de Porta Westfalica, Alemania, en el año 16 d. C. entre el general romano Germánico y una alianza de tribus germánicas comandadas por Arminio. Fue la batalla final de una serie de tres años de campañas de Germánico en Germania. Según Tácito, la batalla fue una victoria total para los romanos quienes masacraron y humillaron a las tribus germánicas, sin embargo poco se sabe de la batalla.
- Datos: Q15844347